# Mikhaïl Tchigorine
Mikhaïl Ivanovitch Tchigorine (en russe : Михаил Иванович Чигорин), né le 12 novembre 1850 à Gatchina, dans l'Empire russe, et mort le 25 janvier 1908 à Lublin, dans l'Empire russe (aujourd'hui en Pologne), fut l'un des meilleurs joueurs d'échecs russes. Il fut une source d'inspiration majeure de l'école soviétique, qui domina le monde des échecs dans la seconde moitié du XXe siècle.

## Carrière

### Débuts aux échecs

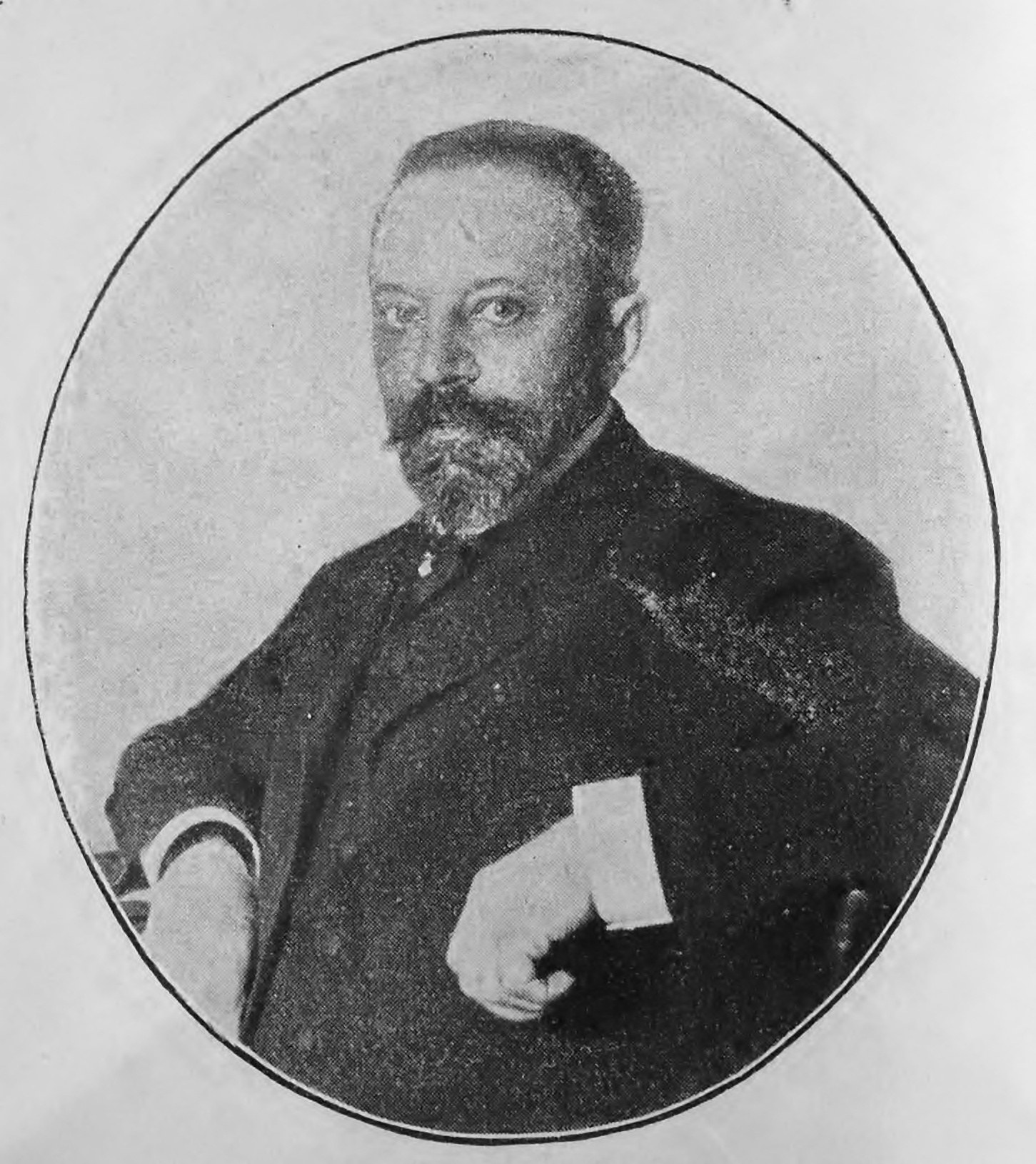
Mikhaïl Tchigorine

Mikhaïl Tchigorine naquit près de Saint-Pétersbourg et commença les échecs relativement tard dans sa vie. Son professeur l'initia au jeu alors qu'il avait 16 ans, mais il ne s'y mit sérieusement qu'en 1874, après avoir terminé ses études et commencé une carrière au service du gouvernement.
Ayant adopté la carrière de joueur professionnel, il joua une série de matches contre des maîtres établis, tels Emanuel Schiffers et Semion Alapine, de 1878 à 1880 et fut bientôt considéré comme le meilleur joueur de la capitale et peut-être de tout l'Empire russe.

### Premiers tournois à l'étranger (1881-1883)
Tchigorine fit sa première apparition à un tournoi international à Berlin en 1881, où il finit 3e, à égalité avec Simon Winawer, derrière Johannes Zukertort et Joseph Henry Blackburne. Au tournoi de Londres de 1883, il termina quatrième, derrière Zukertort, Wilhelm Steinitz et Blackburne.

### Premier match de championnat du monde contre Steinitz (1889)
Contre Steinitz, Tchigorine disputa deux matches pour le titre mondial ; il perdit le premier en 1889 10,5–6,5

### Victoire au tournoi de New York 1889
En 1889, après le premier match contre Steinitz, Tchigorine remporta le sixième congrès américain à New York, ex æquo avec Miksa Weiss.

### Deuxième championnat du monde contre Steinitz (1892)

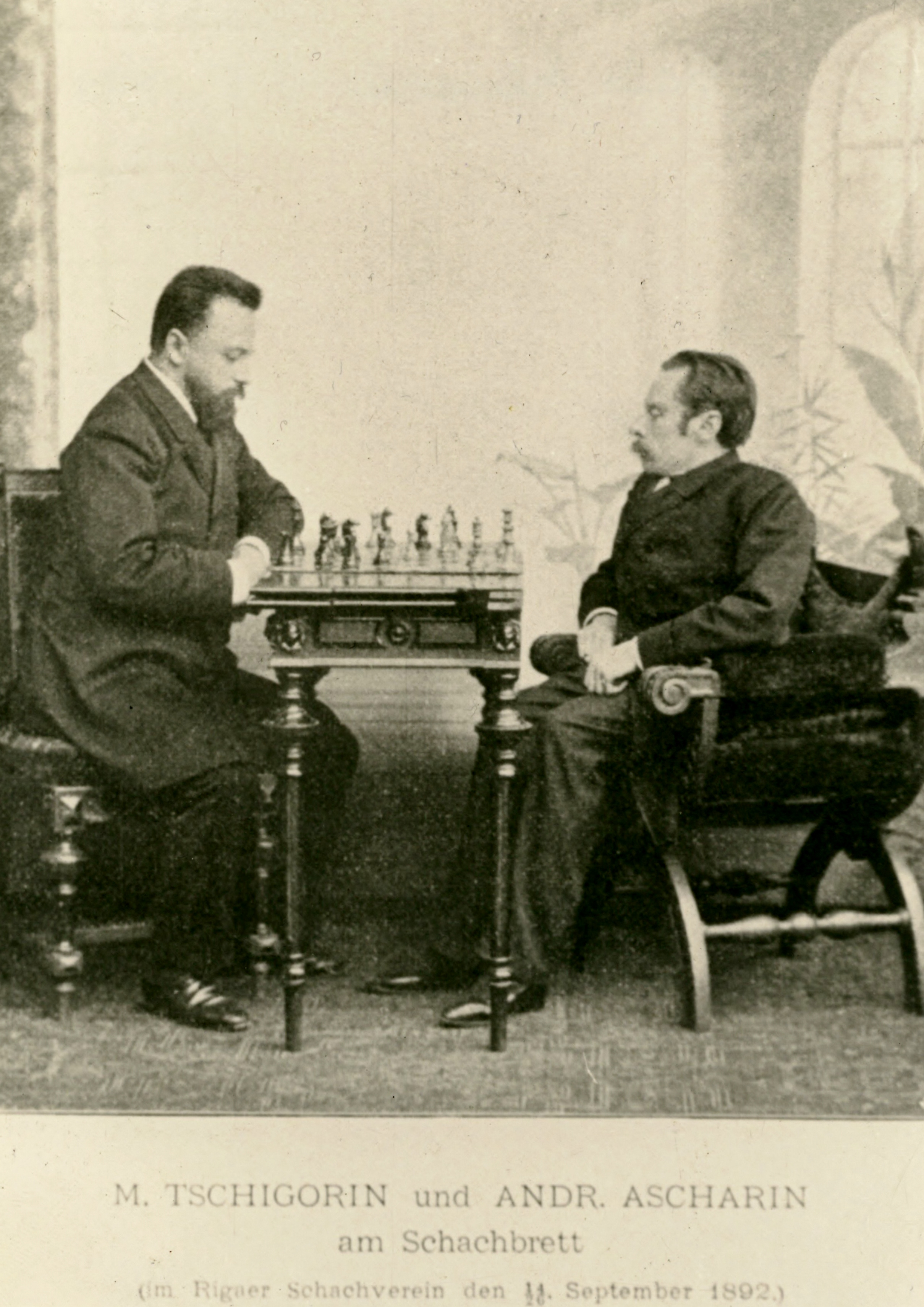
Tchigorine (à gauche) face à Andreas Acharine en 1892 à Riga.

En  1892, Tchigorine perdit un second match de championnat du monde en 1892 12,5–10,5. Son score global contre Steinitz pendant sa carrière fut pourtant respectable : +24-27=8.

### Match contre Tarrasch (1893)
En 1893, Tchigorine réussit un match nul contre Siegbert Tarrasch à Saint-Pétersbourg (+9-9=4). Il eut par ailleurs un score global positif +14-13=8 contre Tarrasch.

### Deuxième du tournoi d'Hastings 1895
À Hastings, eut lieu en 1895 un tournoi réunissant les plus forts joueurs mondiaux de l'époque. Le gagnant, Harry Nelson Pillsbury, perdit sa partie contre Tchigorine, pour lequel il avait beaucoup de respect[réf. nécessaire]. Tchigorine établit aussi un score légèrement positif contre lui (+8-7=6). Tchigorine finit deuxième, devant le champion du monde en titre Emanuel Lasker et l'ex-champion de monde Steinitz. Malgré un score négatif contre Lasker (+1-8=4), il le battit dans leur première rencontre avec les noirs.

### Victoire au tournoi de Budapest 1896
En 1895-1896, Tchigorine termina dernier du tournoi de Saint-Pétersbourg derrière Lasker, Steinitz et Pillsbury.
En 1896, il remporta le tournoi de Budapest devant Charousek, Pillsbury, Schlechter, Janowski, Walbrodt, Winawer, Tarrasch, Albin, Maroczy et Marco.

### Champion de Russie (1899-1903)

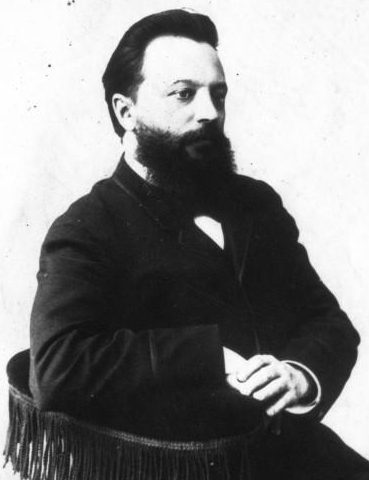
Mikhaïl Tchigorine peu avant sa mort en 1908

Après 1896, les résultats de Tchigorine dans les tournois internationaux déclinèrent. Il remporta trois fois le championnat national de Russie (en 1899, 1901 et 1903).
En 1905, les médecins diagnostiquèrent une maladie du foie et un diabète. Affaibli par la maladie, il continua à disputer des tournois jusqu'en 1897 et mourut en janvier 1908.

## Le théoricien
Il est considéré comme le fondateur de l'école russe d'échecs et a créé un magazine d'échecs, dont les recueils deviendront plus tard la littérature préférée de Mikhaïl Botvinnik[réf. nécessaire]. Sans égal dans le jeu par correspondance, il lui arrivait de commettre d'énormes gaffes devant l'échiquier.
Tchigorine a donné son nom à plusieurs ouvertures, notamment :
- la défense Tchigorine de la Partie espagnole (1.e4 e5 2.Cf3 Cc6 3.Fb5 a6 4.Fa4 Cf6 5.O-O Fe7 6.Te1 b5 7.Fb3 d6 8.c3 O-O 9.h3 Ca5) toujours très jouée à haut niveau[1].
- la défense Tchigorine dans le gambit de la dame a été remise récemment au goût du jour par le super-GMI Alexander Morozevitch.

Rédacteur en chef des revues d'échecs Chakhamtny listok [Bulletin des échecs] et Chakhmaty [Échecs], il partageait également son savoir dans la rubrique spécialisée de Vsemirnaïa Illioustratsia et Novoïé Vrémia,.

## Le mémorial Tchigorine
Des tournois à la mémoire de Tchigorine sont organisés régulièrement en Russie, soit à Sotchi, soit à Saint-Pétersbourg.

## Palmarès

### 1874-1887
| Année | Vainqueur ou ex æquo | Deuxième à douzième |
| ----- | --- | --- |
| 1874  | | Saint-Pétersbourg (tournoi à handicap, 3e) (victoire de Schiffers devant Choumov)                                                                               |
| 1875  | (Saint-Pétersbourg) Match contre Petrovski (score inconnu) | |
| 1876  | | Saint-Pétersbourg (2e après Acharine) |
| 1877  | Saint-Pétersbourg : 4,5 / 7 (+4 −2 =1) (tournoi à deux tours inachevé, cinq joueurs) | |
| 1878  | (Saint-Pétersbourg) Match contre Schiffers : +7 −3 =0 | (Saint-Pétersbourg) Match contre Schiffers : 6,5–7,5 (+6 −7 =1)                                                                                                 |
| 1879  | Saint-Pétersbourg : 6,5 / 8 (+6 −1 =1) (ex æquo avec Alapine) Match de départage contre Alapine : 1–0(Saint-Pétersbourg) Match contre Schiffers : 8–5 (+7 −4 =2) Matchs contre von Schmidt (Saint-Pétersbourg) : +6 −1 =0 ; +3 −0 =1 ; +4 −2 =0 ; +2 −2 =0 | |
| 1880  | (Saint-Pétersbourg) Match contre Schiffers : 8,5–2,5 (+7 −1 =3) Match contre Alapine : +7 −3 =0 | Tournoi à handicap de Saint-Pétersbourg (2e après Schiffers)Tournoi de Saint-Pétersbourg (ex æquo avec Schiffers) Match de départage contre Schiffers : +1 −2   |
| 1881  | Saint-Pétersbourg : 11,5 / 14 (ex æquo avec Alapine) Match de départage contre Alapine : +2 −1 =0 | Berlin (3e-4e) : 10,5 / 16 (2e congrès allemand) (victoire de Blackburne devant Zukertort et Winawer)Tournoi à handicap de Saint-Pétersbourg (2e après Saharov) |
| 1882  | | Vienne (12e-13e) : 14 / 34 (+13 −19 =2) (victoire de Steinitz et Winawer devant Mason, Zukertort, Mackenzie, Blackburne, Englisch et Paulsen)                   |
| 1883  | (Paris) Match contre de Rivière : 5,5–4,5 (+5 −4 =1)(Saint-Pétersbourg) Match à handicap contre Nolde : 6,5–5,5 (+5 −4 =3) | Londres (4e) : 16 / 26 (+15 −10 =7) (victoire de Zukertort devant Steinitz et Blackburne)                                                                       |
| 1884  | Tournoi de Kharkov : 12 / 12(Moscou) Match contre Solovtsov : 1–1 | Tournoi à handicap de Saint-Pétersbourg (3e) (victoire de Otto devant Polner)                                                                                   |
| 1885  | Tournoi à handicap de Saint-Pétersbourg1884-1886 : tournoi par correspondance : 21 / 22 (+20 =2) | Tournoi à handicap de Saint-Pétersbourg (3e) : 16 / 26 (victoire de Zybine devant Simitsine)                                                                    |
| 1886  | Match à handicap contre Nolde : 6–3 (+5 −2 =2) | |
| 1887  | 1886-1887 : match par télégraphe Saint-Pétersbourg - Londres : 1,5–0,5 | Tournoi à handicap de Saint-Pétersbourg (7e) : 7,5 / 18 (victoire de Polner devant Mikhelson)                                                                   |

### 1889-1898: vice-champion du monde
| Année | Vainqueur ou ex æquo | Deuxième à dixième |
| ----- | --- | --- |
| 1889  | New York : 29 / 38 (+27 −7 =4) (ex æquo avec Weiss) Match de départage contre Weiss : +0 −0 =4 | Championnat du monde contre Steinitz (La Havane) : 6,5–10,5 (+6 −10 =1) |
| 1890  | (La Havane) Match contre Gunsberg : 11,5–11,5 (+9 −9 =5)Match par correspondance contre Markov : 2,5–1,5 (+2 −1 =1)                                                                                          | |
| 1891  | 1890-1891 : match par télégraphe contre Steinitz : +2 −0Tournois à handicap de Saint-Pétersbourg : 23 / 28 et 27 / 30                                                                                        | |
| 1892  | (Riga) Match contre Acharine : +3 −0(Saint-Pétersbourg) Match contre Beiline : +5 −2 =0 | Championnat du monde contre Steinitz (La Havane) : 10,5–12,5 (+8 −10 =5) |
| 1893  | (Moscou) Match contre Solovtsov : +4 −0Saint-Pétersbourg (tournoi par consultation) : 3,5 / 4Tournoi à handicap de Saint-Pétersbourg : 19,5 / 24Match contre Tarrasch (Saint-Pétersbourg) : 11–11 (+9 −9 =4) | |
| 1894  | (Saint-Pétersbourg) Match contre consultants : 5,5–4,5 (+5 −4 =1)Match Saint-Pétersbourg - Paris par télégraphe : +1 −11894-1895 : tournoi à handicap de Saint-Pétersbourg : 25 / 32                         | |
| 1895  | (printemps) Tournoi à handicap de Saint-Pétersbourg : 34,5 / 40 (Saint-Pétersbourg) Match contre Schiffers : 8,5–4,5 (+7 −3 =3)                                                                              | Hastings (2e après Pillsbury) : 16 / 21 (+12 −5 =4) (deuxième devant Tarrasch, Lasker et Steinitz)1895-1896 : Saint-Pétersbourg (4e) : 7 / 18 (+5 −9 =4) (victoire contre Steinitz, défaites contre Lasker et Pillsbury) |
| 1896  | Budapest : 8,5 / 12 (+7 −2 =3) (ex æquo avec Charousek) Match de départage contre Charousek : +3 −1 =0 | Nuremberg (9e-10e) : 9,5 / 18 (+8 −7 =3) (victoire de Lasker devant Maroczy, Pillsbury et Tarrasch) |
| 1897  | (Saint-Pétersbourg) Match contre Schiffers : 10–4 (+7 −1 =6) | Berlin (10e) : 10,5 / 19 (+8 −6 =5) (victoire de Charousek devant Walbrodt et Blackburne) |
| 1898  | Tournois à handicap de Saint-Pétersbourg | Vienne (6e-7e) : 20 / 36 (+17 −13 =6) (victoire de Tarrasch devant Pillsbury, Janowski et Steinitz)Cologne (2e-4e) : 10,5 / 15 (+9 −3 =3) (11e congrès allemand) (victoire de Burn devant Charousek et Cohn)             |

### 1899-1907: premier champion de Russie
| Année | Vainqueur ou ex æquo | Deuxième à vingt-et-unième |
| ----- | --- | --- |
| 1899  | Moscou (1er tournoi pan-russe) : 12 / 13 (+12 −1 =0) | Londres (7e) : 16 / 28 (+14 −10 =4) (victoire de Lasker devant Maroczy, Pillsbury et Janowski) |
| 1900  | Saint-Pétersbourg : 14,5 / 18 (+14 −3 =1, ex æquo avec Levine) (tournoi à deux tours des meilleurs joueurs de Saint-Pétersbourg)                                                                                       | Paris (6e) : 10,5 / 16 (+9 −4 =3) (victoire de Lasker devant Pillsbury, Maroczy et Marshall) |
| 1901  | Moscou (2e tournoi pan-russe) : 16,5 / 17 (+16 =1) | Monte Carlo (3e-4e) : 9 / 13 (+8 −3 =6) (victoire de Janowski devant Schlechter et von Scheve) |
| 1902  | Saint-Pétersbourg : 12 / 14 (+12 −2 =0, ex æquo avec Levine) (tournoi des meilleurs joueurs de Saint-Pétersbourg) (Moscou) Partie exhibition contre Pillsbury : 1–0                                                    | Monte Carlo (8e) : 11,5 / 19 (+11 −7 =4) (victoire de Géza Maróczy devant Pillsbury et Janowski)Hanovre (7e) : 9 / 17 (+6 −5 =6) (13e congrès allemand) (victoire de Janowski devant Pillsbury, Atkins et Mieses) |
| 1903  | Vienne : 13 / 18 (+12 −4 =2) (tournoi sur le thème du gambit du roi accepté)(Brighton) Match contre Lasker : 3,5–2,5 (+2 −1 =3) (match thématique sur le gambit Rice)Kiev (3e tournoi pan-russe) : 15 / 18 (+14 −2 =2) | |
| 1904  | Saint-Pétersbourg : 9,5 / 11 (+9 −1 =1) (tournoi des meilleurs joueurs de Saint-Pétersbourg) | Cambridge Springs (6e-7e) : 7,5 / (+6 −6 =3) (victoire de Marshall devant Lasker, Janowski et Marco) |
| 1905  | Saint-Pétersbourg : 12 / 14 (+12 −2 =0) (tournoi thématique sur le gambit Rice) | Ostende (13e) : 6,5 / 26 (+3 −16 =7) (victoire de Maroczy devant Janowski, Tarrasch et Schlechter)Barmen A (7e-10e) : 7 / 15 (+4 −5 =6) (victoire de Janowski et Maroczy devant Marshall) |
| 1906  | (Lodz) Match contre Salwe : 8,5–6,5 (+7 −5 =3) | Lodz (2e après Rubinstein) : 5,5 / 9 (+5 −3 =1) Ostende (21e-22e, éliminé lors du 2e tour) : 6,5 / 15 (+4 −6 =5) (victoire de Schlechter devant Maroczy et Rubinstein)Nuremberg (5e) : 10 / 16 (+8 −4 =4) (15e congrès allemand) (victoire de Marshall devant Duras, Schlechter et Forgacs)Saint-Pétersbourg (2e après Alapine) : 7,5 / 12 (+6 −3 =3) |
| 1907  | Moscou : 6 / 8 (+5 −1 =2) | Ostende (6e) : 4,5 / 20 (+1 −12 =7) (tournoi de grands maîtres) (victoire de Tarrasch devant Schlechter, Janowski et Marshall)Karlsbad (18e) : 7,5 / 20 (+6 −11 =3) (victoire de Rubinstein devant Maroczy et Leonhardt) |

## Une partie célèbre
Isidor Gunsberg-Mikhaïl Tchigorine, La Havane, 1890

## Sources
- Nicolas Giffard, Le Guide des échecs. Traité complet, coll. « Bouquins », Robert Laffont, 1993
- (en) Aleksandr Khalifman, Sergueï Soloviov, Mikhail Chigorin, The First Russian Grandmaster, Chess Stars, 1999
- Ressource relative au jeu :   - Chess Tempo